# Cottage Grove (Minnesota)
Pour les articles homonymes, voir Cottage Grove.
Cottage Grove est une ville des États-Unis dans l'État du Minnesota ; elle est située à 16 km au sud de Saint Paul, dans le comté de Washington. Elle comptait 34 589 habitants lors du recensement de 2010.